# Kiko Loureiro
 (juin 2016).
Si vous disposez d'ouvrages ou d'articles de référence ou si vous connaissez des sites web de qualité traitant du thème abordé ici, merci de compléter l'article en donnant les références utiles à sa vérifiabilité et en les liant à la section « Notes et références ».
Pedro Henrique "Kiko" Loureiro, né le 16 juin 1972 à Rio de Janeiro, est un musicien brésilien, connu pour avoir été le guitariste du groupe de heavy metal brésilien Angra et du groupe de thrash metal Megadeth. 
Le 2 avril 2015, il devient le nouveau guitariste de Megadeth et participe au 15e album studio du groupe,  Dystopia, sorti le 22 janvier 2016. Il quitte le groupe après 9 ans de service le 11 novembre 2023.

## Biographie

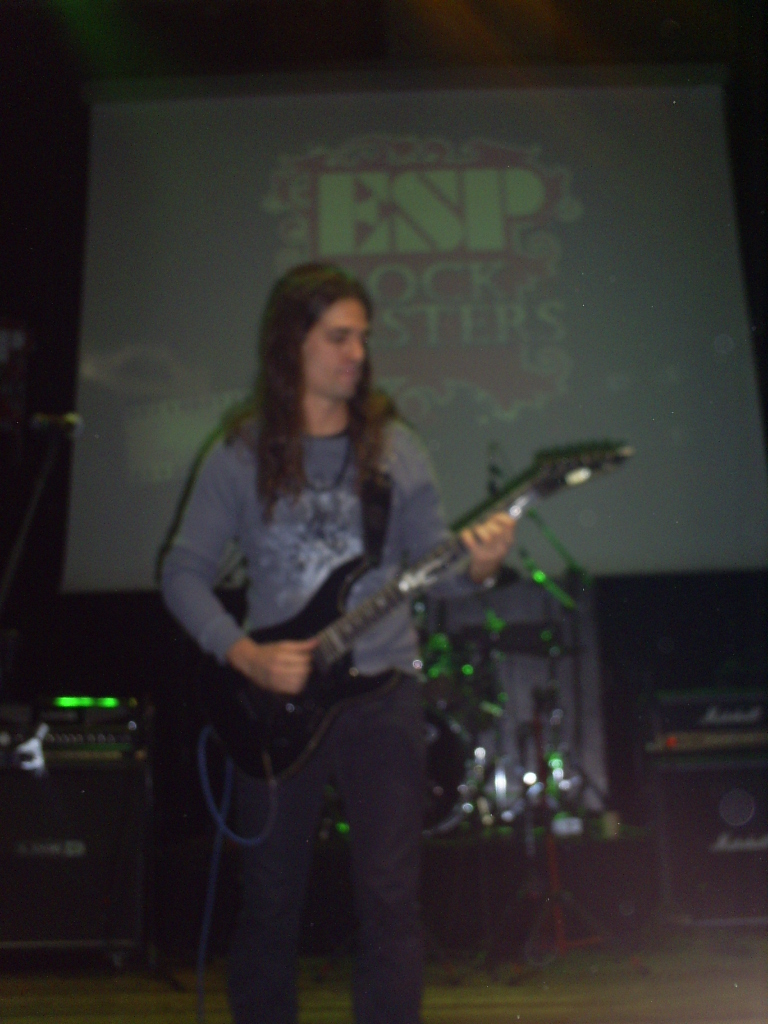
Kiko Loureiro

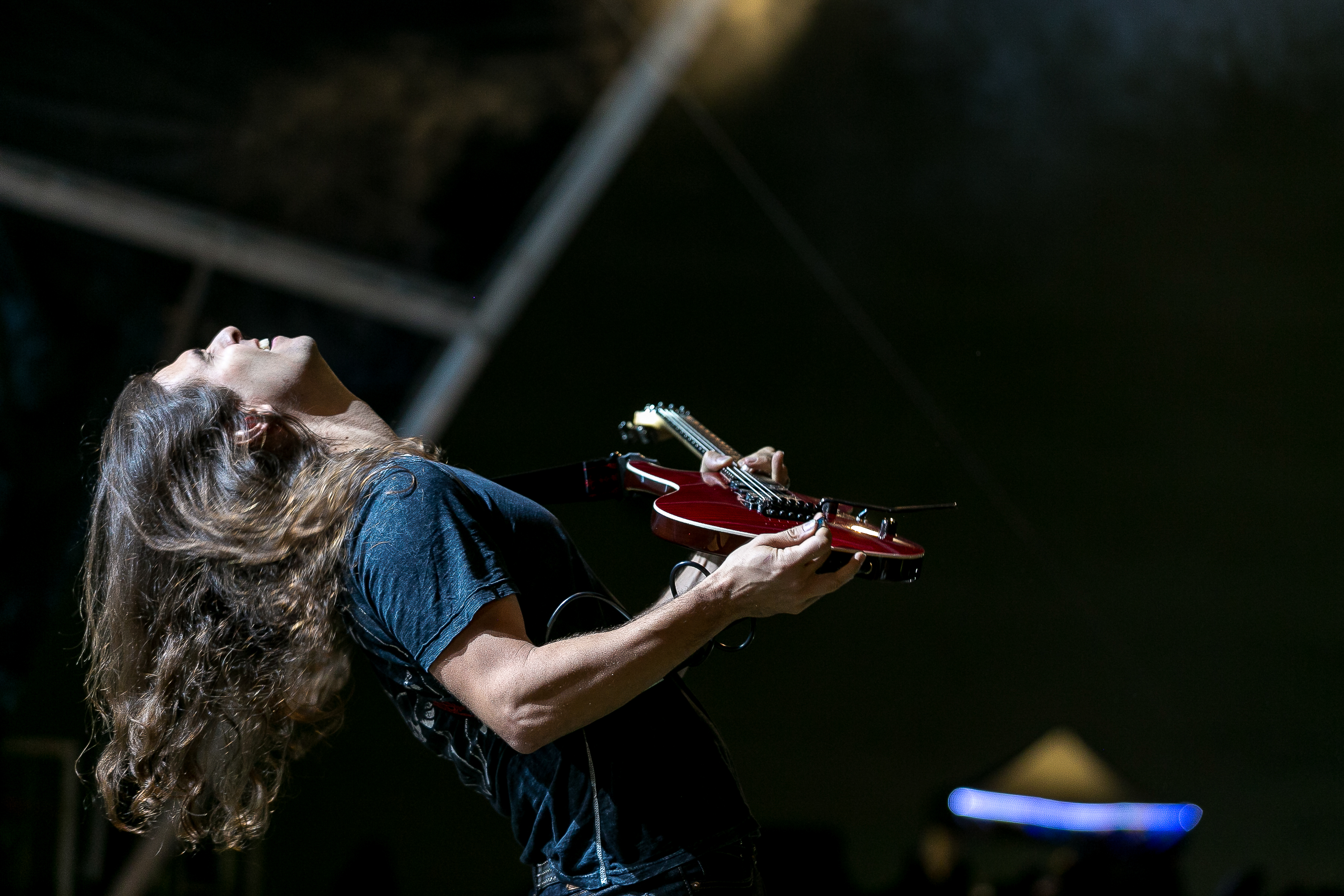
Kiko Loureiro

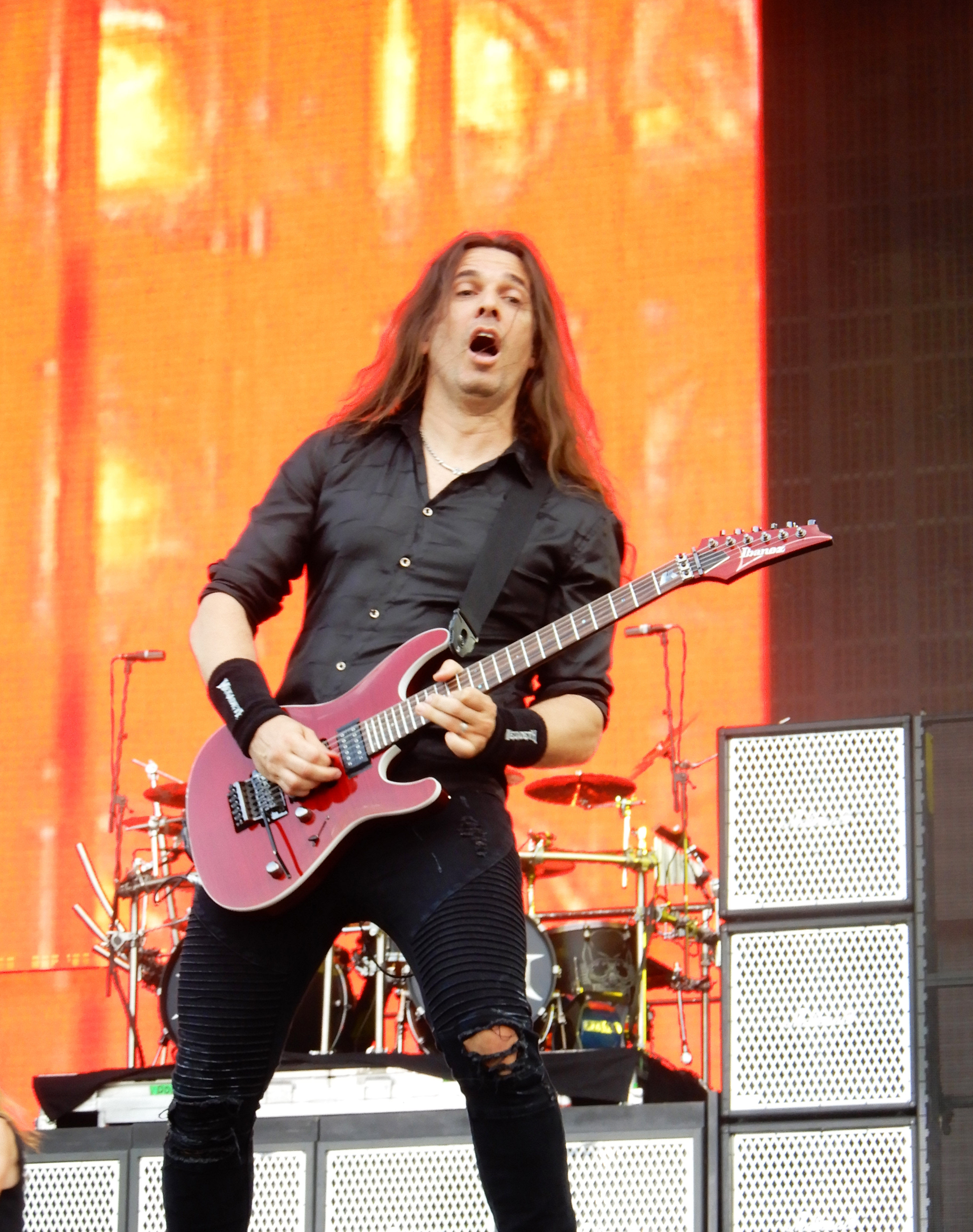
Kiko Loureiro au Hellfest 2022

## Discographie

### Angra
- Reaching Horizons (1992) (demo)
- Angels Cry (1993)
- Evil Warning (1994) (EP)
- Holy Land (1996) + Live at Fnac pour la France
- Freedom Call (1996) (EP)
- Make Believe - Part I (1996) (Single)
- A Tribute to Judas Priest: Legends of Metal—Volume II (1996) → Painkiller
- Make Believe - Part II à IV (1997) (Singles)
- Holy Live (1997) (live)
- Fireworks (1998)
- Acoustic … and More (1998) (EP)
- Lisbon (1998) (Single)
- Rainy Nights (1999) (Single)
- Rebirth (2001)
- Hunters and Prey (2002) (EP)
- Rebirth World Tour (2003) (live)
- Temple of Shadows (2004)
- The Course Of Nature (2006) (single)
- Aurora Consurgens (2006)
- Aqua (2010)
- Secret Garden (2015)

### Solo
- No Gravity (2005)
- Universo Inverso (2006)
- Fullblast (2009)
- Sounds of Innocence (2012)
- The White Balance DVD (2013)
- Open Source (2020)
- Theory of Mind (2024)

### Neural Code
- Neural Code (2009)

### Megadeth
- Dystopia (2016)
- The Sick, the Dying... and the Dead! (2022)